# Perui Haditengerészet
A Perui Haditengerészet (spanyolul: Marina de Guerra del Perú, rövidítve MGP) Peru haderejének haditengerészeti műveletekért felelős haderőneme. Az MGP feladata a perui állam érdekeinek védelme az ország tengerpartján (a partvonaltól számított 200 tengeri mérföldig), folyóin és tavain. A haditengerészeti erők feladata emellett a nemzetközi missziókban való részvétel, katasztrófaelhárítás és polgári védelmi tevékenységekben való részvétel, illetve az ENSZ felügyelete alatt békefenntartó műveletekben való részvétel. Az MGP-t 1821. október 8-án alapították, és e napon ünnepli egyik legnagyobb csatájának, az angamosi csata (1879) évfordulóját is.

## Története

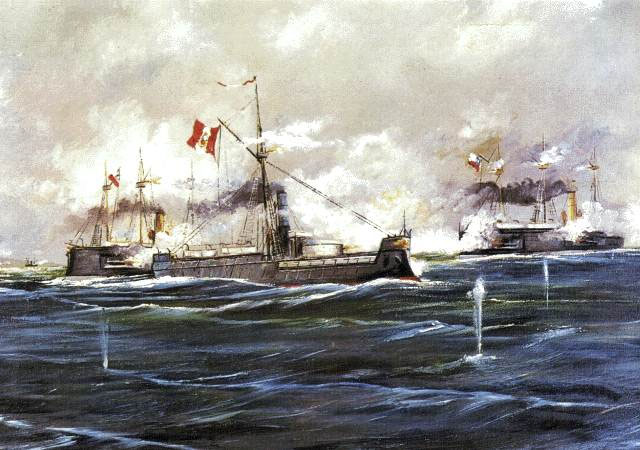
Az angamosi csatáról készült festmény: középen látható a Huascar monitor, amelyet a chilei Almirante Cochrane és Blanco Encalada páncélos cirkálók elsüllyesztettek.

A Perui Haditengerészetet 1821. október 8-án alapította José de San Martín tábornok kormánya. Első hadműveleteire a függetlenségi háború (1821 – 1824) során került sor, amelyben zsákmányolt spanyol hadihajókat alkalmaztak. Röviddel az ország függetlenségének kivívása után a haditengerészet részt vett a Nagy-Kolumbia elleni háborúban, amelynek során blokád alá vette Guayaquil kikötőjét és támogatta a várost elfoglaló perui szárazföldi csapatokat.
1836-1839 között részt vett a perui-bolíviai konföderáció háborújában Chile és Argentína ellen, illetve 1864-1866 között a spanyol-perui háborúban. Azonban a Chile ellen vívott csendes-óceáni háború felkészületlenül találta a Perui Haditengerészetet, erői jóval alulmaradtak Chilével szemben. A Miguel Grau admirális által alkalmazott rajtaütések taktikája ugyan hat hónappal késleltetni tudta a chilei előrenyomulást, de Grau vereséget szenvedett és életét vesztette az angamosi csata (1879. október 8.) során.
A háború után a haditengerészetet szinte teljesen újjá kellett szervezni – még 1900-ban is csak egy 1700 tonna vízkiszorítású cirkáló, egy gőzhajó és 10 kisebb egység állt az MGP rendelkezésére. 1907-ben Nagy-Britanniától vásároltak két cirkálót, az Almirante Grau-t és a Coronel Bolognesi-t, majd 1911-ben két tengeralattjárót Franciaországtól, a Ferré-t és a Palacios-t. Augusto B. Leguía elnöksége alatt (1919–1930) került sor a haditengerészeti minisztérium és a haditengerészeti légierő megalapítására (1920). A Kolumbiával 1911-ben és 1932-ben történt határincidensek és az Ecuadorral 1941-ben vívott háború alatt a haditengerészeti egységek elsősorban a szárazföldi csapatokat támogatták.
A Pearl Harbor elleni japán támadás után, bár Peru csak 1945-ben üzent hadat a tengelyhatalmaknak, a haditengerészet folyamatos járőrszolgálatot teljesített az ország partvidékén, hogy felderítsen egy esetleges japán támadást. A második világháború után Peru haditengerészete bővítésébe fogott, különösen az 1960-as és 1970-es években intenzíven fejlesztették a haditengerészetet a hagyományos rivális, Chile legyőzése érdekében – 1970 és 1984 között a haditengerészet személyi állománya közel megháromszorozódott. Azonban az 1980-as évek második felében beköszöntő gazdasági válság miatt a program leállt, a már szolgálatba állított egységek közül többet le kellett szerelni, és a pénzhiány miatt akadozott a szolgálatban álló egységek karbantartása is. Csak az 1990-es évektől kezdve volt lehetséges ismét – kismértékű – fejlesztéseket végrehajtani.

## Szervezete

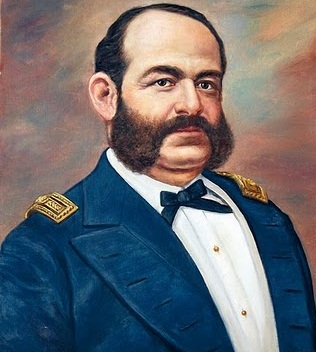
Miguel Grau admirális, a csendes-óceáni háború hőse

### Parancsnoki struktúra
A Perui Haditengerészet parancsnoka jelenleg Jorge De La Puente Ribeyro adnmirális. A haditengerészeti erők a perui védelmi minisztérium alárendeltségébe tartoznak, és főparancsnokuk Peru mindenkori elnöke, mint a fegyveres erők főparancsnoka. A haditengerészet parancsnoki struktúrája:
- Comandancia General de la Marina (Haditengerészeti főparancsnokság)
- Estado Mayor General de la Marina (Haditengerészeti vezérkar)
- Inspectoría General de la Marina (Haditengerészeti főintendáns)

### Operatív erők
A haditengerészeti aktív erőket három parancsnokság, a csendes-óceáni és az amazóniai parancsnokság, valamint a parti őrség parancsnoksága alá szervezték.
Comandancia General de Operaciones del Pacífico
A Csendes-óceáni Hadműveleti Parancsnokság alárendeltségébe tartoznak az alábbi erők:
- Fuerza de Superficie (Felszíni Erők)
- Fuerza de Submarinos (Tengeralattjáró Erők)
- Fuerza de Aviación Naval (Haditengerészeti Légierő)
- Fuerza de Infantería de Marina (Tengerészgyalogság)
- Fuerza de Operaciones Especiales (Különleges műveleti erők)

Comandancia General de Operaciones de la Amazonía
Az Amazóniai Hadműveleti Parancsnokság feladata az Amazonas és mellékfolyóinak, valamint a külső határok felügyelete.
Dirección General de Capitanías y Guardacostas
A Parti Őrség az ország fennhatósága alá tartozó partvidéken, folyókon és tavakon rendvédelmi feladatokat lát el.

### Támaszpontok

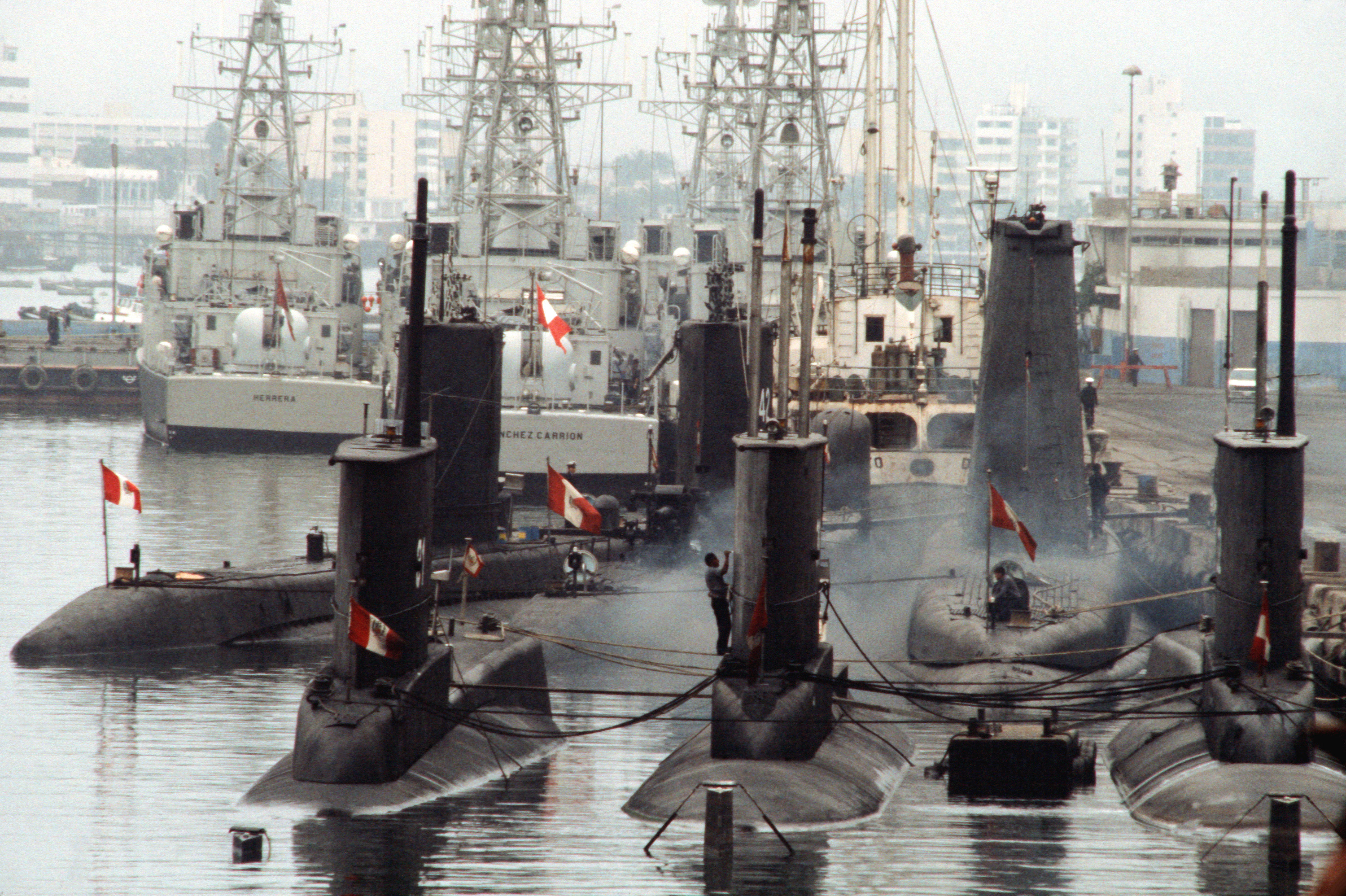
A Callao haditengerészeti támaszpont

- Ancón – haditengerészeti támaszpont és a tengerészgyalogság központja
- Callao – fő haditengerészeti támaszpont, hajójavító és a haditengerészeti légierő központja
- Chimbote – haditengerészeti támaszpont, hajójavító
- Iquitos – támaszpont az Amazon folyón
- Paita – haditengerészeti támaszpont
- Pisco – haditengerészeti támaszpont
- Puno – haditengerészeti támaszpont a Titicaca tavon
- San Juan de Marcona – A haditengerészeti légierő támaszpontja

A haditengerészet központja és erőinek nagy része a Callao támaszponton állomásozik, ami jelentős biztonsági kockázatot jelent, mivel ez a kikötő bonyolítja le Peru külkereskedelmének nagy részét. Az 1980-as években ezért fontolóra vették egy teljesen új haditengerészeti támaszpont kiépítését, de a magas költségek miatt végül is elálltak a tervtől.

### Tengerészgyalogság

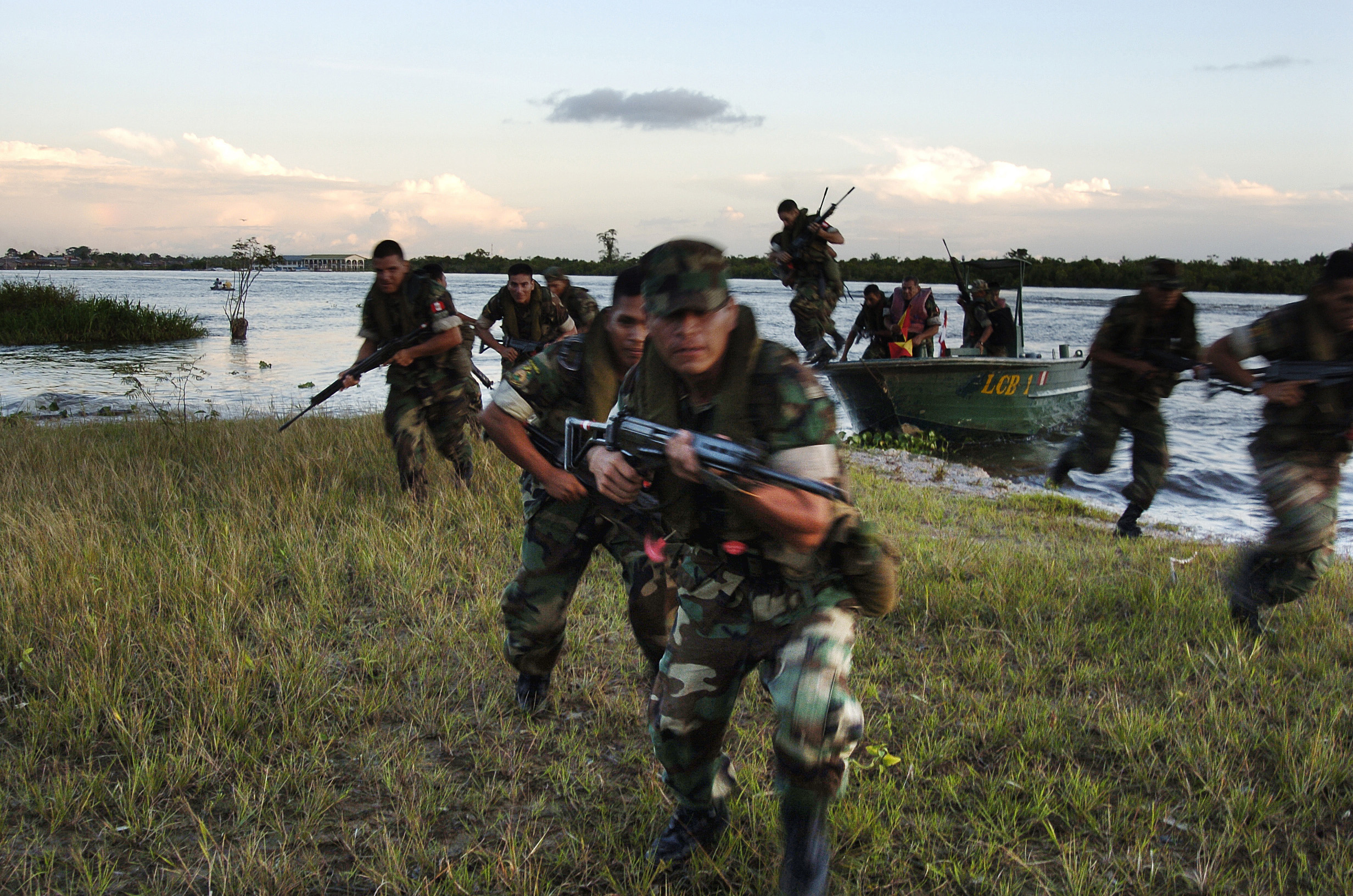
Perui tengerészgyalogosok kiképzésen az Amazonas folyó mentén

### Személyi állomány

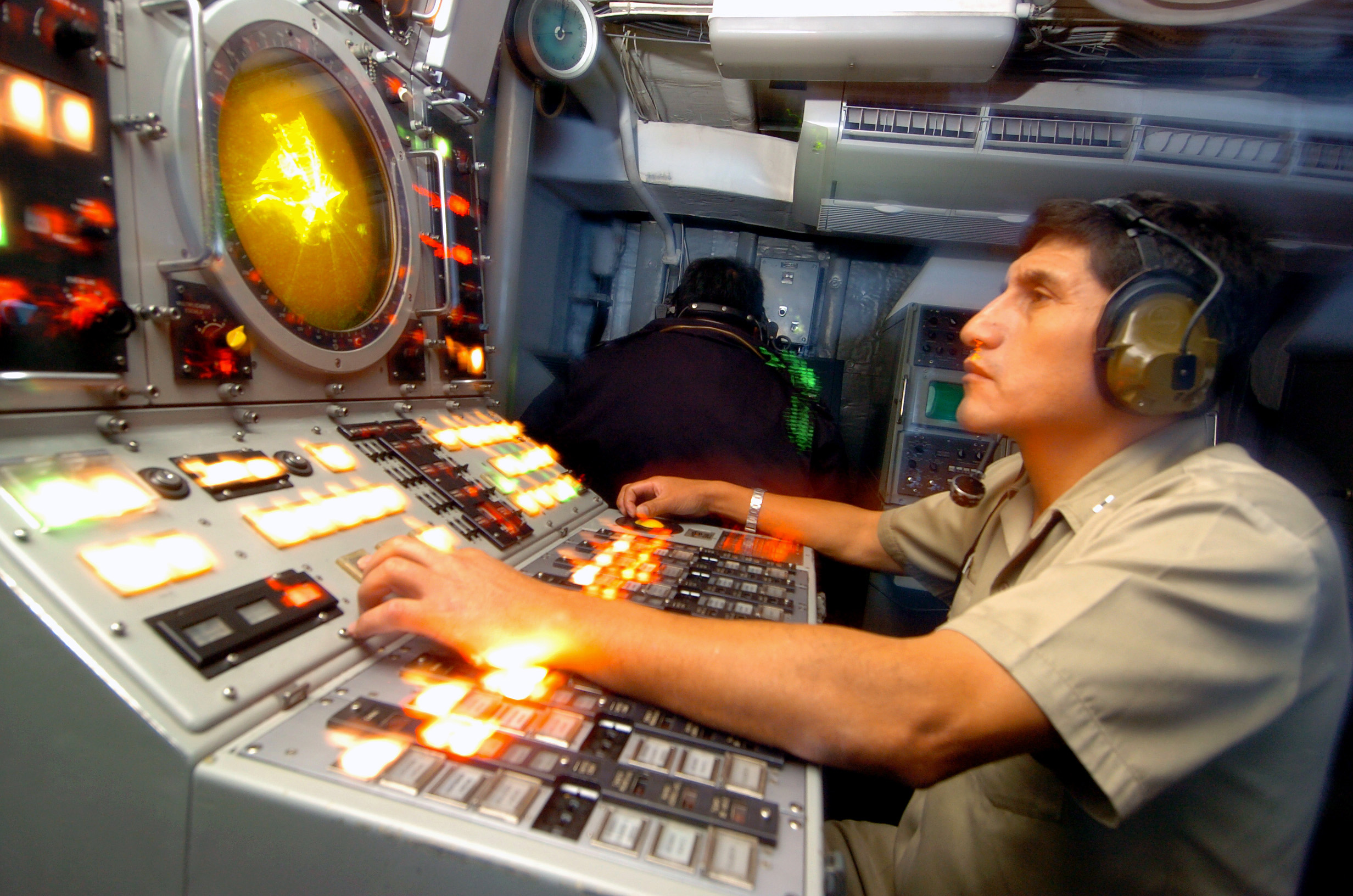
A BAP Mariátegui (FM-54) személyzete készültségben.

| Létszám (2001-es adat)                    |       |
| Hivatásos tisztek                         | 2107  |
| Tiszthelyettesek                          | 16863 |
| Tiszti hallgatók                          | 620   |
| Tiszthelyettes hallgatók                  | 1533  |
| Sorállomány                               | 4855  |
| Polgári alkalmazottak                     | 5079  |
| Összesen (a polgári alkalmazottak nélkül) | 25988 |

## Erői

### Hadihajók
| Neve                        | Származási ország         | Típusa                             | Osztálya                    | Aktív szolgálatban?       | Jegyzetek |
| Irányított rakéta-cirkáló   | Irányított rakéta-cirkáló | Irányított rakéta-cirkáló          | Irányított rakéta-cirkáló   | Irányított rakéta-cirkáló | Irányított rakéta-cirkáló |
| --------------------------- | ------------------------- | ---------------------------------- | --------------------------- | ------------------------- | --- |
| BAP Almirante Grau (CLM-81) | Hollandia                 | De Zeven Provinciën cirkálóosztály | De Zeven Provinciën osztály | Igen                      | Korábban a Holland Haditengerészet hajója volt HNLMS De Ruyter (C-801) néven. A Perui Haditengerészet zászlóshajója                                                                                         |
| Tengeralattjárók            |                           |                                    |                             |                           | |
| BAP Angamos (SS-31)         | Németország               | Type 209/1200                      | Angamos osztály             | Igen                      | Korábban BAP Casma |
| BAP Antofagasta (SS-32)     | Németország               | Type 209/1200                      | Angamos osztály             | Igen                      | |
| BAP Pisagua (SS-33)         | Németország               | Type 209/1200                      | Angamos osztály             | Igen                      | |
| BAP Chipana (SS-34)         | Németország               | Type 209/1200                      | Angamos osztály             | Igen                      | Korábban BAP Blume |
| BAP Islay (SS-35)           | Németország               | Type 209/1100                      | Islay osztály               | Igen                      | Peru 2008-ban korszerűsítette |
| BAP Arica (SS-36)           | Németország               | Type 209/1100                      | Islay osztály               | Igen                      | Peru 2008-ban korszerűsítette |
| Irányított rakéta-fregattok |                           |                                    |                             |                           | |
| BAP Carvajal (FM-51)        | Olaszország               | Lupo osztályú fregatt              | Carvajal osztály            | Igen                      | |
| BAP Villavisencio (FM-52)   | Olaszország               | Lupo osztályú fregatt              | Carvajal osztály            | Igen                      | |
| BAP Montero (FM-53)         | Peru                      | Lupo osztályú fregatt              | Carvajal osztály            | Igen                      | |
| BAP Mariátegui (FM-54)      | Peru                      | Lupo osztályú fregatt              | Carvajal osztály            | Igen                      | |
| BAP Aguirre (FM-55)         | Olaszország               | Lupo osztályú fregatt              | Aguirre osztály             | Igen                      | Korábban Orsa (F-567) |
| BAP Palacios (FM-56)        | Olaszország               | Lupo osztályú fregatt              | Aguirre osztály             | Igen                      | Korábban Lupo (F-564) |
| BAP Bolognesi (FM-57)       | Olaszország               | Lupo osztályú fregatt              | Aguirre osztály             | Nem                       | Korábban Perseo (F-566), jelenleg átépítés alatt a Callao haditengerészeti támaszponton, többek között tűzvezető rendszereit, 3D radart, rakétaelhárító rendszert és 4db MM40 Block III Exocet rakétát kap. |
| BAP Quiñones (FM-58)        | Olaszország               | Lupo osztályú fregatt              | Aguirre osztály             | Igen                      | Korábban Sagittario (F-565) |
| Irányított rakéta-korvettek |                           |                                    |                             |                           | |
| BAP Velarde (CM-21)         | Franciaország             | PR-72P osztályú korvett            | Velarde osztály             | Igen                      | |
| BAP Santillana (CM-22)      | Franciaország             | PR-72P osztályú korvett            | Velarde osztály             | Igen                      | |
| BAP De los Heros (CM-23)    | Franciaország             | PR-72P osztályú korvett            | Velarde osztály             | Igen                      | |
| BAP Herrera (CM-24)         | Franciaország             | PR-72P osztályú korvett            | Velarde osztály             | Igen                      | |
| BAP Larrea (CM-25)          | Franciaország             | PR-72P osztályú korvett            | Velarde osztály             | Igen                      | |
| BAP Sánchez Carrión (CM-26) | Franciaország             | PR-72P osztályú korvett            | Velarde osztály             | Igen                      | |
| Kétéltű hajók               |                           |                                    |                             |                           | |
| BAP Paita (DT-141)          | USA                       | Harckocsi partraszállító hajó      | Terrebonne Parish osztály   | Igen                      | Korábban USS Walworth County (LST-1164) |
| BAP Pisco (DT-142)          | USA                       | Harckocsi partraszállító hajó      | Terrebonne Parish osztály   | Igen                      | Korábban USS Waldo County (LST-1163) |
| BAP Callao (DT-143)         | USA                       | Harckocsi partraszállító hajó      | Terrebonne Parish osztály   | Igen                      | Korábban USS Washoe County (LST-11659 |
| BAP Eten (DT-144)           | USA                       | Harckocsi partraszállító hajó      | Terrebonne Parish osztály   | Igen                      | Korábban USS Traverse County (LST-1160) |
| Folyami hadihajó            |                           |                                    |                             |                           | |
| BAP Loreto (CF-11)          | USA                       | Folyami hadihajó                   | Loreto osztály              | Igen                      | |
| BAP Amazonas (CF-12)        | USA                       | Folyami hadihajó                   | Loreto osztály              | Igen                      | |
| BAP Marañón (CF-13)         | Egyesült Királyság        | Folyami hadihajó                   | Marañón osztály             | Igen                      | |
| BAP Ucayali (CF-14)         | Egyesült Királyság        | Folyami hadihajó                   | Marañón osztály             | Igen                      | |
| BAP Clavero (CF-15)         | Peru                      | Folyami hadihajó                   | Clavero osztály             | Nem                       | első éles bevetése során súlyosan megrongálódott, amikor tűz ütött ki a fedélzeten, két matróz súlyos égési sérüléseket szenvedett                                                                          |
| BAP Putumayo (CF-16)        | Peru                      | Folyami hadihajó                   | Clavero osztály             | Nem                       | 2010. április 9-én kezdték meg a hajó építését |

### Támogató hajók
| Neve                        | Származási ország | Típusa                  | Osztálya                  | Aktív szolgálatban? | Jegyzetek |
| Támogató hajók              | Támogató hajók    | Támogató hajók          | Támogató hajók            | Támogató hajók      | Támogató hajók |
| --------------------------- | ----------------- | ----------------------- | ------------------------- | ------------------- | --- |
| BAP Unión (ABE-161)         | Peru              | Csapatszállító hajó     | Mollendo osztály          | Igen                | Korábban 'BAP Mollendo (ATC-131). Kiképzőhajó                                                                                       |
| BAP Marte (ALY-313)         | CAN               | vitorláshajó            | Marte osztály             | Igen                | kiképzőhajó |
| BAP Unanue (AMB-160)        | USA               | Búvár támogató hajó     | Sotoyomo osztály          | Igen                | Korábban USS Wateree (ATA-174) |
| BAP San Lorenzo (ART-323)   | Németország       | Torpedómentő hajó       | San Lorenzo osztály       | Igen                | |
| BAP Caloyeras (ACA-111)     | USA               | Vízszálló hajó          | YW típus                  | Igen                | Korábban US YW-128 |
| BAP Noguera (ACP-118)       | USA               | Olajszállító hajó       | YO type                   | Igen                | Korábban US YO-221 |
| BAP Gauden (ACP-119)        | USA               | Olajszállító hajó       | YO type                   | Igen                | Korábban US YO-171 |
| BAP Guardian Rios (ARB-123) | USA               | Vontatóhajó             | Cherokee osztály          | Igen                | Korábban USS Pinto (ATF-90)) |
| BAP Dueñas (ARB-126)        | USA               | Vontatóhajó             | YTB                       | Igen                | |
| BAP Selendón                | Peru              | Vontatóhajó             | 20 TBP osztály            | Nem                 | Jelenleg építés alatt. |
| BAP Medina                  | Peru              | Vontatóhajó             | 20 TBP osztály tug        | Nem                 | Jelenleg építés alatt. |
| BAP Bayovar (ATP-154)       | Oroszország       | Oil tanker              | Grigoriy Nesterenko type  | Igen                | ex-Petr Schmidt |
| BAP Zorritos (ATP-155)      | Oroszország       | Tartályhajó             | Grigoriy Nesterenko típus | Igen                | Korábban Grigoriy Nesterenko |
| Kórházhajók                 |                   |                         |                           |                     | |
| BAP Morona (ABH-302)        | Peru              | Folyami kórházhajó      | Morona osztály            | Igen                | |
| BAP Corrientes (ABH-303)    | Peru              | Folyami kórházhajó      | -                         | Igen                | |
| BAP Curaray (ABH-304)       | Peru              | Folyami kórházhajó      | -                         | Igen                | |
| BAP Pastaza (ABH-305)       | Peru              | Folyami kórházhajó      | -                         | Igen                | |
| BAP Puno (ABH-306)          | UK                | Tavi kórházhajó         | Yavarí osztály            | Igen                | Korábban Yapura |
| Kutatóhajók                 |                   |                         |                           |                     | |
| B.I.C. Humboldt             | Peru              | Óceánkutató hajó        | Humboltd osztály          | Nem                 | 2011-től átépítik, többek között új hajtóműveket és meghajtást jap, illetve korszerűsítik a fedélzeti tudományos berendezéseket is. |
| BAP Carrasco (AH-171)       | Hollandia         | Hidrográfiai kutatóhajó | Dokkum osztály            | Igen                | Korábban HNLMS Abcoude aknaszedő hajó                                                                                               |
| BAP Stiglich (AH-172)       | Peru              | Hidrográfiai kutatóhajó | Morona osztály            | Igen                | |
| BAP La Macha (AEH-174)      | Peru              | Hidrográfiai kutatóhajó | -                         | Igen                | |
| BAP Carrillo (AH-175)       | Hollandia         | Hidrográfiai kutatóhajó | van Straelen osztály      | Igen                | Korábban HNLMS van Hamel aknaszedő hajó                                                                                             |
| BAP Melo (AH-176)           | Hollandia         | Hidrográfiai kutatóhajó | van Straelen osztály      | Igen                | Korábban HNLMS van der Wel aknaszedő hajó                                                                                           |

### Haditengerészeti légierő
A haditengerészeti légierő (spanyolul: Fuerza de Aviación Naval, AVINAV) a Perui Haditengerészet merev és forgószárnyas repülőeszközeit üzemelteti, feladata a tengeralattjáróelhárítás, felszíni hajók elleni támadás, felderítés és járőrözés, a haditengerészeti személyzet szállítása, illetve a tengerészgyalogság légiszállítású műveleteinek támogatása.

### Tengerészgyalogos dandár
- 1. tengerészgyalogos zászlóalj – Ancón
- 2. tengerészgyalogos zászlóalj – Ancón
- Kétéltű támogató csoport
- Tűztámogató csoport
- Különleges műveleti csoport
- Hadmérnöki csoport

### Egyéb egységek
- 3. tengerészgyalogos zászlóalj – Tumbes
- 4. tengerészgyalogos zászlóalj – Puno
- 1. őserdei tengerészgyalogos zászlóalj – Iquitos
- 2. őserdei tengerészgyalogos zászlóalj – Pucallpa
- Litoral Sur tengerészgyalogos különítmény – Mollendo

### Képek

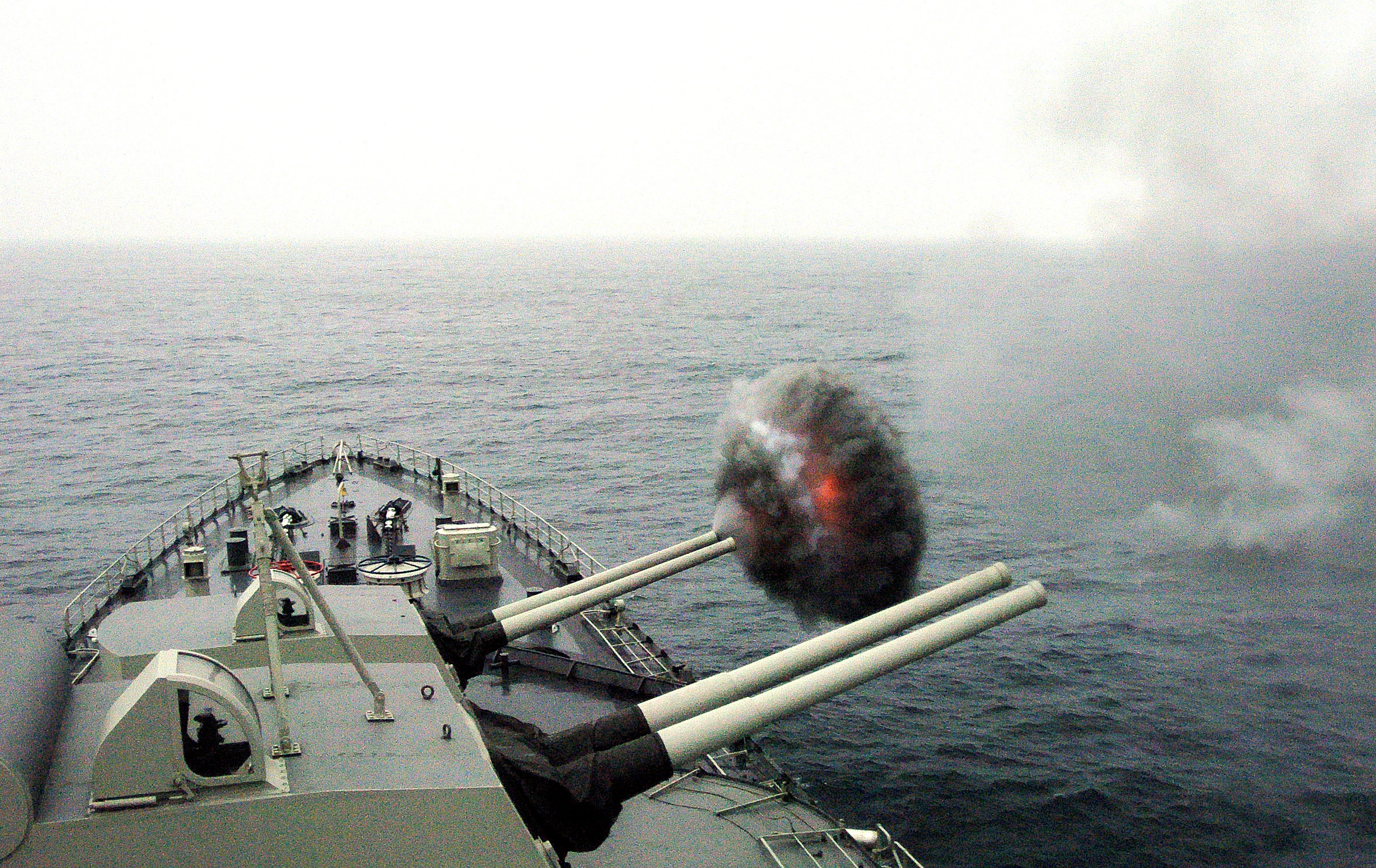
BAP Almirante Grau (CLM-81) tüzelés közben
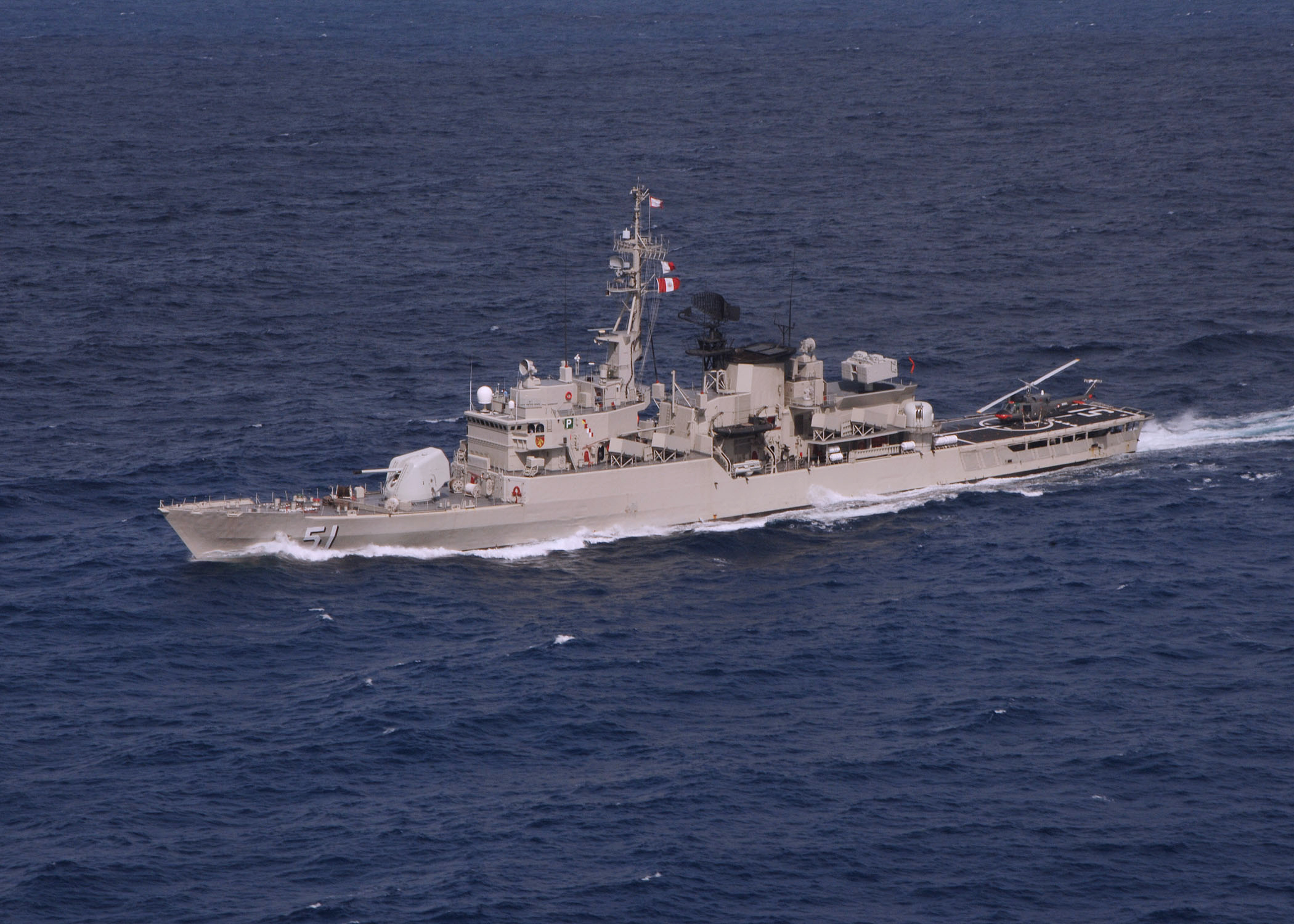
BAP Carvajal (FM-51).
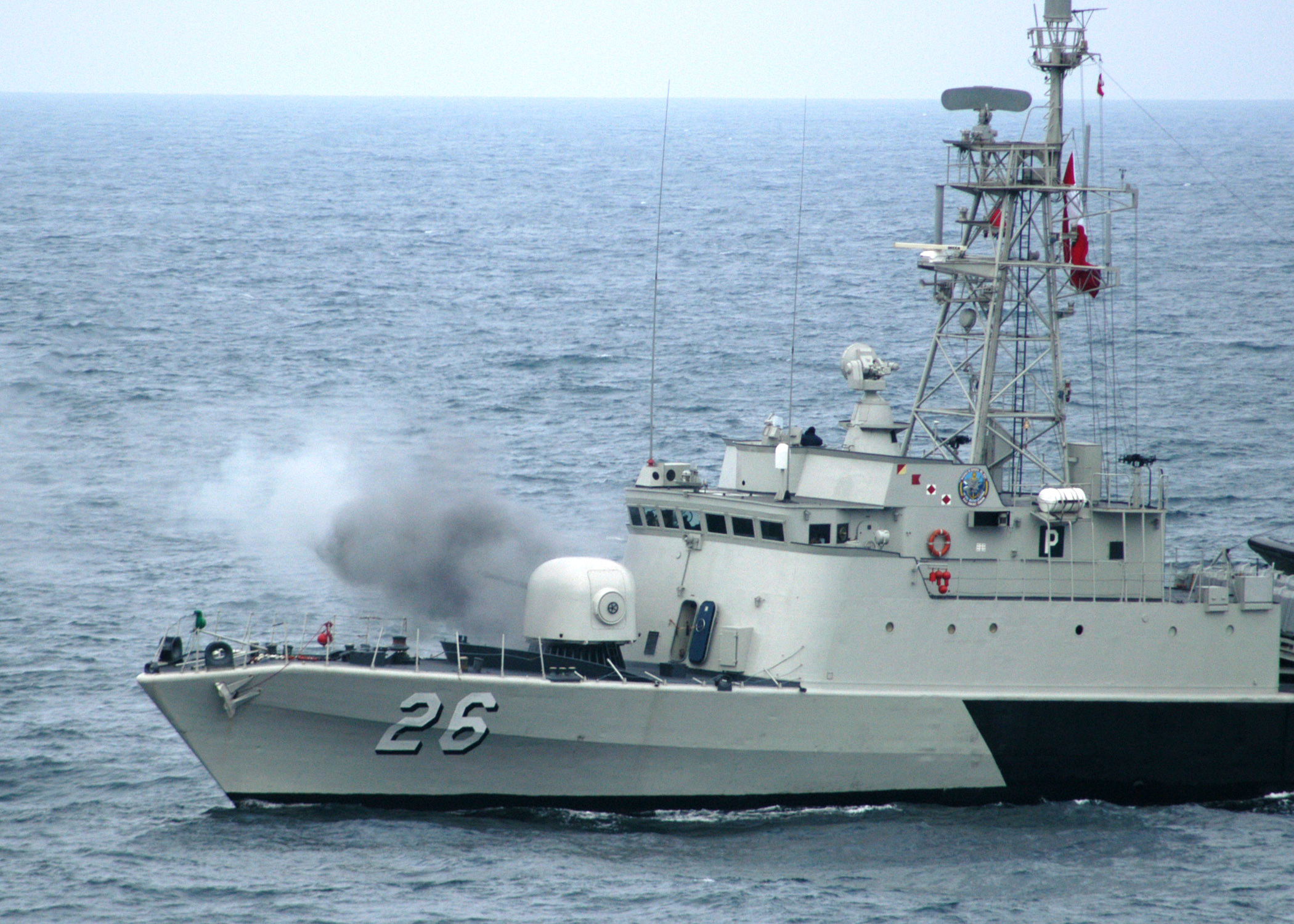
BAP Sánchez Carrión (CM-26).
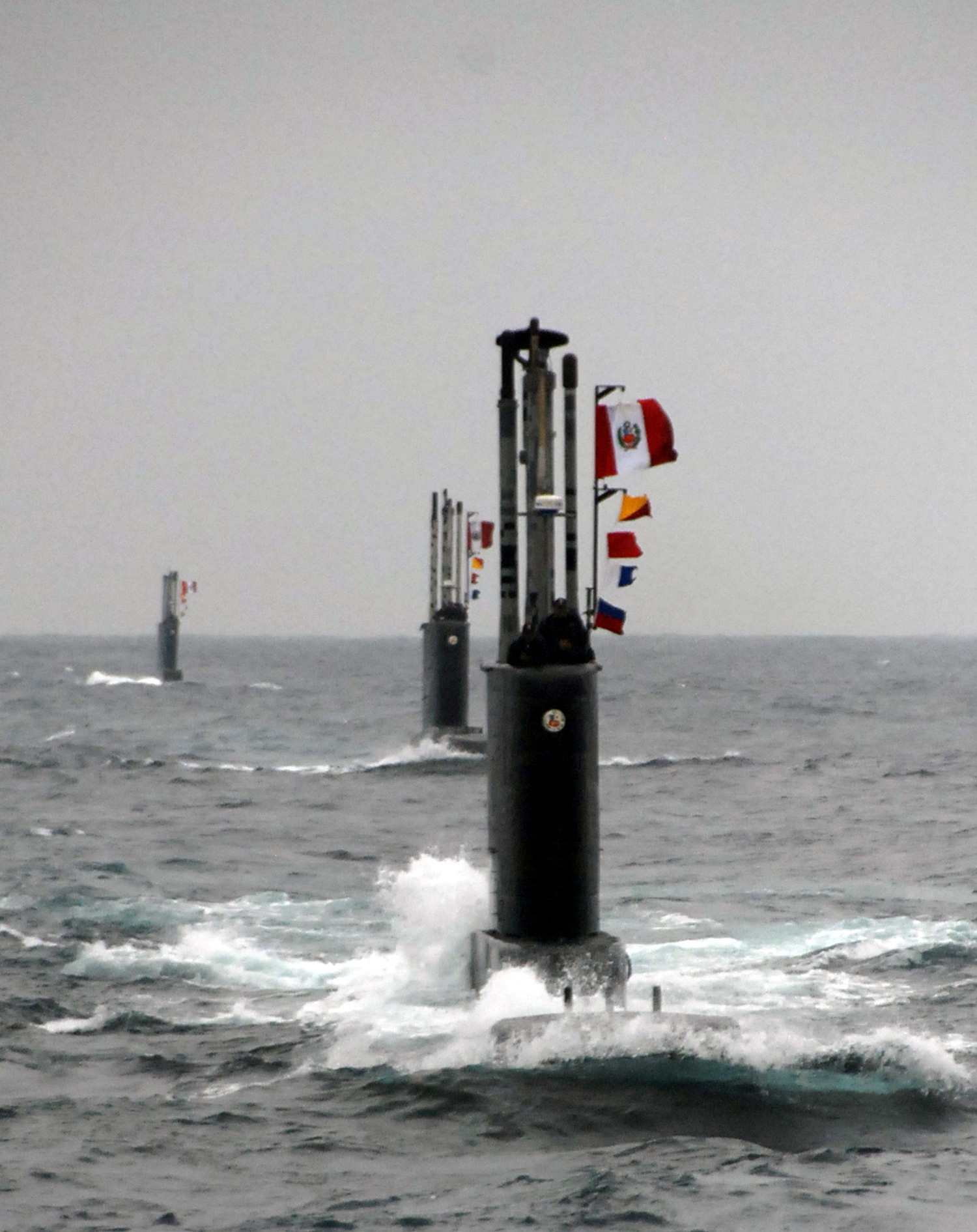
A BAP Pisagua (SS-33), BAP Chipana (SS-34) és BAP Islay (SS-35) tengeralattjárók.
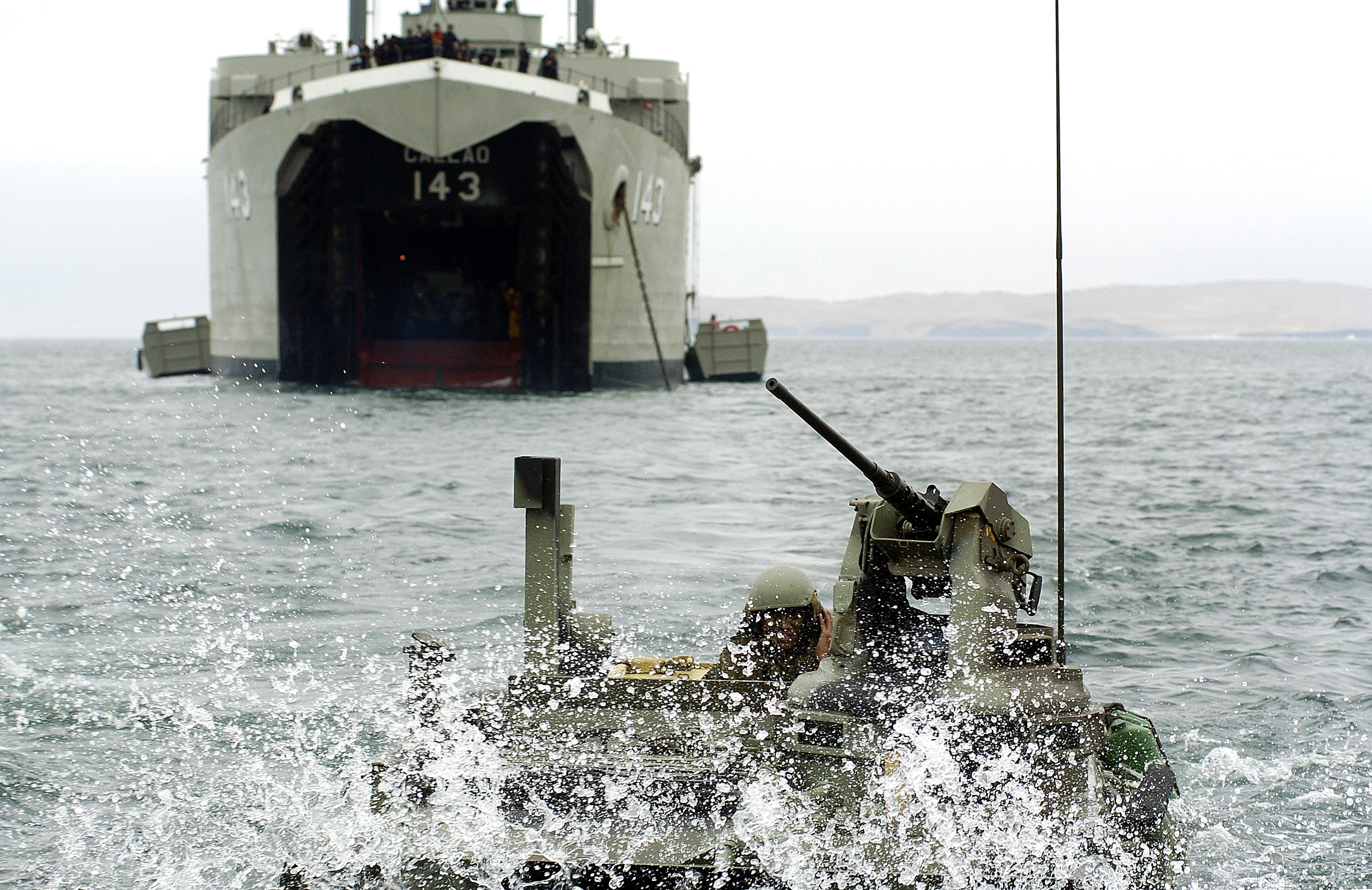
Tengerészgyalogosok partra szállnak a BAP Callao (DT-143) kétéltű hajóból.
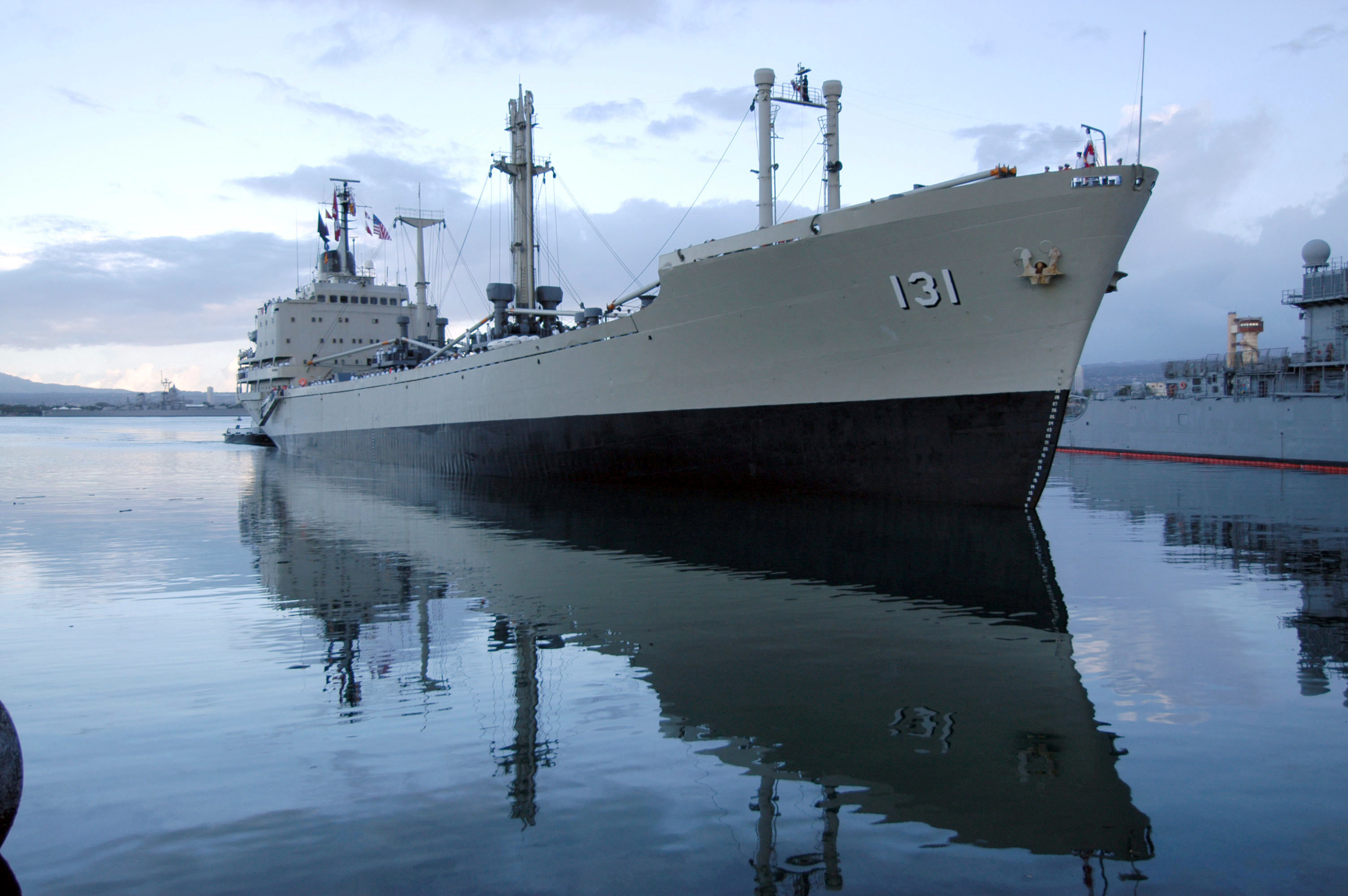
BAP Mollendo (ATC-131).
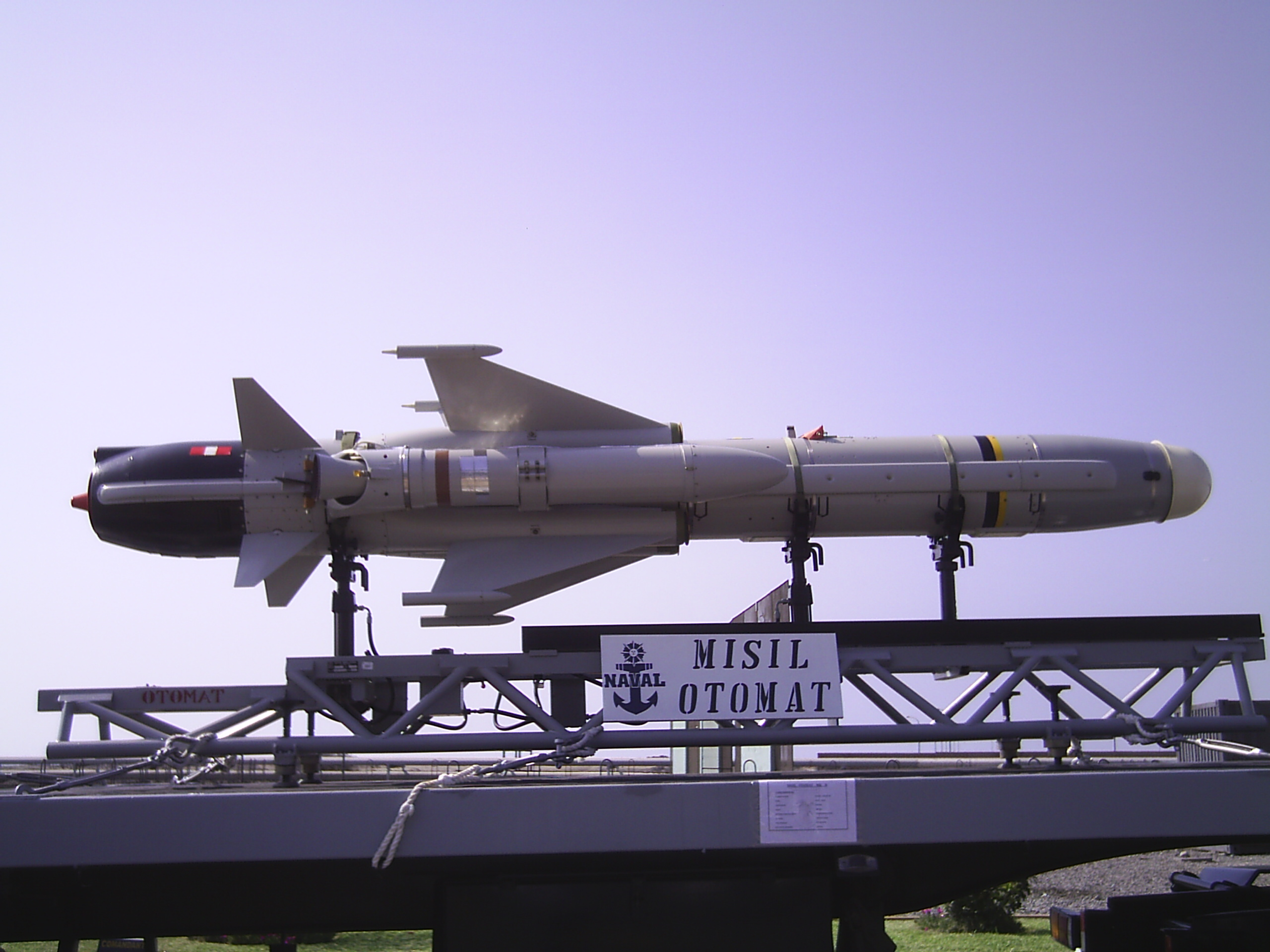
Otomat Mk.2 hajófedélzeti rakéta